# La migliore offerta
La Migliore Offerta (br: O Melhor Lance; pt: A Melhor Oferta) é um filme de mistério escrito e dirigido por Giuseppe Tornatore. O filme estrela Geoffrey Rush, Jim Sturgess, Sylvia Hoeks e Donald Sutherland. A música foi composta por Ennio Morricone.